# Lev Mosin
Lev Aleksandrovič Mosin (in russo Лев Мосин?; 7 dicembre 1992) è un velocista russo.

## Palmarès
| Anno | Manifestazione   | Sede    | Evento      | Risultato | Prestazione | Note                          |
| ---- | ---------------- | ------- | ----------- | --------- | ----------- | ----------------------------- |
| 2013 | Europei under 23 | Tampere | 400 m piani | Oro       | 45"51       | Miglior prestazione personale |
| 2013 | Europei under 23 | Tampere | 4×400 m     | Oro       | 3'04"63     |                               |
| 2013 | Mondiali         | Mosca   | 4×400 m     | dq        | dq          |                               |
| 2015 | Europei indoor   | Praga   | 4×400 m     | 5º        | 3'08"00     |                               |

## Altre competizioni internazionali
2015
- Campionati europei a squadre di atletica leggera ( Čeboksary)